# PÜNCT
PÜNCT  è un gioco da tavolo di tipologia astratta ideato da Kris Burm, il gioco è il sesto pubblicato nel più ampio Progetto GIPF ed è stato preceduto da YINSH. Inizialmente era previsto che PÜNCT fosse l'ultimo gioco del progetto, ma in seguito è stato pubblicato anche TZAAR che ha sostituito il secondo gioco TAMSK.

## Descrizione
PÜNCT è un gioco di collegamento: lo scopo di entrambi i giocatori è quello di collegare per primi le due estremità del tabellone di gioco di forma esagonale. I pezzi possono essere piazzati, mossi, ruotati e collegati fra di loro in vari modi.